# Manfred Letzelter
Manfred Letzelter (* 18. August 1940 in Ludwigshafen am Rhein) ist ein deutscher Sportwissenschaftler und ehemaliger Leichtathlet sowie Professor für Trainings- und Bewegungswissenschaften. Er war vierfacher Deutscher Meister und errang 1970 den Hallen-Weltrekord im 200-m-Lauf.

## Leben
Letzelter verbrachte seine Kindheit und Jugend in Fischbach bei Dahn. Er spielte Fußball beim FK Pirmasens. Später kamen Leichtathletik, Handball und der Schwimmsport hinzu. Er studierte in München und Freiburg und erlangte einen Hochschulabschluss als Diplomsportlehrer.
Als Leichtathlet war er kurzzeitig Mitglied des TSV 1860 München und bis 1966 des USC Freiburg. Mit der Staffel des USC Mainz wurde Letzelter 1969 und 1971 deutscher Meister über 4-mal 100 Meter. Er stellte über die 100-Meter-Strecke einen deutschen Studentenrekord auf (10,2 Sekunden) und über die 200 Meter einen Hallenweltrekord (21,5 Sekunden). 1971 war er als Mitglied der Mainzer Staffel am 4-mal-100-Meter-Europarekord beteiligt. Letzelters persönliche Bestmarken liegen bei 10,1 Sekunden über 100 Meter, 21,0 Sekunden über 200 Meter sowie 7,21 Meter im Weitsprung.
Als Leichtathletiktrainer betreute Letzelter seine ab 1969 mit ihm verheiratete Frau Helga Letzelter, geborene Krieß, die im Hochsprung 1969 Zweite und 1970 Dritte bei den deutschen Hallenmeisterschaften wurde und ebenfalls promoviert war und Professorin wurde. Später trainierte er auch den brasilianischen Dreisprung-Weltrekordler João Carlos de Oliveira sowie seinen Sohn Stefan Letzelter.
Seine Doktorarbeit, mit der er promoviert wurde, hatte er 1974 der Universität Graz vorgelegt und wurde von Günter Bernhard betreut. Sie trägt den Titel Wettkampfverhalten, Eigenschaftsniveau und Ausdauertraining beim 200-m-Lauf hochqualifizierter Sprinterinnen. Letzelter trat 1973 an der Johannes Gutenberg-Universität Mainz eine Professorenstelle für Sportwissenschaft an, er beschäftigte sich insbesondere mit trainingswissenschaftlichen Bereichen, insbesondere in der Leichtathletik. Er arbeitete mit seiner Frau Helga auch in der Forschung zusammen, später ebenso mit Sohn Stefan. Nach Einschätzung von Detlef Kuhlmann wurde Letzelter schnell zu einem der bundesweit und darüber hinaus führenden Trainingswissenschaftlern und ist laut Helmut Digel „zu den Begründern der Trainingswissenschaft in Deutschland“ zu zählen. Letzelters 1978 erschienenes Buch „Trainingsgrundlagen“ wurde zu einem Standardwerk in der Trainingswissenschaft. 1987 trug er zum „Handbuch Sportwissenschaft“ den Abschnitt über das Fach Trainingswissenschaft bei. 2002 brachte er gemeinsam mit Martin Lames und Andreas Hohmann das Grundlagenwerk „Einführung in die Trainingswissenschaft“ heraus. 2005 schied Letzelter als Leiter der Abteilung Trainings- und Bewegungswissenschaft der Universität Mainz aus dem Hochschuldienst aus. Vom USC Mainz wurde Letzelter als Ehrenmitglied ausgezeichnet.

## Veröffentlichungen (Auswahl)
- Eigenschaftsniveau, Wettkampfverhalten und Ausdauertraining bei 200 m-Läuferinnen der Weltklasse. 1975.
- Hürdensprint. 1977.
- Trainingsgrundlagen. 1978.